# Церковь лису
Церковь лису — национальная протестантская церковь народа лису, проживающего на юге Китая, в Мьянме, Таиланде и части Индии. К церкви лису принадлежат около 300 тысяч человек, что составляет примерно 40 % численности народа.

## История
Протестантские миссионеры начали работать среди лису с начала XX века. Самым известным миссионером был Джеймс Фрейзер, который проповедовал среди лису, проживавших в современной китайской провинции Юньнань. Джеймс Фрейзер совместно с англиканской миссионерской организацией «Китайская внутренняя миссия» создал для народа лису национальную азбуку, которая сегодня носит название «Алфавит Фрейзера». Другим известным миссионером среди лису была канадская протестантская миссионерка Изобель Куна.

## В настоящее время
Последователи церкви лису проживают в основном в долине реки Салуин. В 1950 году численность приверженцев церкви лису составляла около 3 тысяч человек. В 2007 году их численность в провинции Юньнань возросла до 100—200 тысяч человек.
Церковь лису в Китае входит в проправительственное протестантское объединение «Тройственное патриотическое движение». Китайская Администрация по религиозным делам признаёт христианство официальной религией лису.
Священнослужители церкви лису обучаются в Теологическом университете в Куньмине.